# Drac al garatge
El drac al garatge és una paràbola del llibre The Demon-Haunted World (lit. ‘El món embruixat pels dimonis’), un llibre divulgatiu de l'astrònom i exobiòleg Carl Sagan i la productora de documentals Ann Druyan que acosta el mètode científic al públic general.
Aquesta paràbola serveix per a il·lustrar el principi de falsabilitat com a fonament de la ciència, és a dir, fer entendre que les afirmacions han de ser sostingudes per proves qüestionables i comprovables. L'analogia explica també que la responsabilitat de demostrar les asseveracions recau en qui les fa més que no pas en qui les critica. Aquesta metàfora és similar a la de la tetera de Russell, que postula que una tetera «entre la Terra i Mart gira al voltant del Sol en una òrbita el·líptica» i il·lustra la qüestió de persones que invoquen la creença i anticipen la crítica dels mètodes de verificació empírica, pretenent que es tracta d'un fenomen enllà de la recerca científica.
La dita metàfora és desenvolupada per Sagan en el desè capítol del llibre. Conta a un visitant que té un drac al garatge de casa seva. El visitant, escèptic, en dubta perquè no el veu, però Sagan li respon que és invisible. Cada vegada que l'altre proposa una manera de confirmar-ne la presència, Sagan explica que la prova no és possible, atès que flota en l'aire, és immaterial, el seu foc no produeix calor i així ad infinitum. Diu l'autor: «Si no hi ha manera de refutar la meva opinió, si no hi ha cap experiment concebible vàlid en contra, què vol dir que el meu drac existeix? La vostra incapacitat d'invalidar la meva hipòtesi de cap manera n'implica la veracitat. Les afirmacions que no es poden provar, les asseveracions immunes a la refutació són veritablement inútils, […]. El que us demano és que cregueu, en absència de proves, el que jo dic.» Fins que el visitant fa la qüestió final, de caràcter retòric: «Quina seria la diferència entre un drac invisible, immaterial, que fa foc sense calor... i cap drac?»